# Al D'Amato
Alfonse Marcello D'Amato (Brooklyn, Ciudad de Nueva York; 1 de agosto de 1937) es un abogado estadounidense y exsenador republicano del estado de Nueva York. Representó a Nueva York en el Senado de los Estados Unidos de 1981 a 1999.
En 1980, después de 25 años de participación en la política y el gobierno de Long Island, D'Amato derrotó al senador republicano Jacob Javits durante cuatro mandatos en una primaria republicana para el Senado de los Estados Unidos. D'Amato prevaleció en las elecciones generales de 1980 para ese cargo. D'Amato representó al estado de Nueva York en el Senado de 1981 a 1999. Fue reelegido en 1986 y 1992, pero fue derrotado en 1998 por el representante demócrata Chuck Schumer.
Tras su salida del Senado, D'Amato fundó Park Strategies, una empresa de cabildeo. En 2024, D'Amato es el último republicano que representó a Nueva York en el Senado de Estados Unidos.

## Primeros años
D'Amato, de ascendencia italiana, nació en Brooklyn y se crio en Long Island, en el pequeño pueblo de Island Park. Es hijo de Antoinette (Ciofarri) y Armand D'Amato, corredor de seguros. D'Amato se graduó de la Universidad de Siracusa y de la Facultad de Derecho de la Universidad de Siracusa.

## Carrera política inicial
D'Amato inició su carrera política en Island Park (Long Island). Estuvo muy involucrado en el Partido de la Unidad de Island Park, el partido político local que organizó las elecciones locales en el pequeño pueblo de Island Park. Luego fue nombrado fiscal del pueblo. Posteriormente, como miembro del Partido Republicano del Condado de Nassau, fue nombrado Administrador Público del Condado de Nassau, donde era responsable de administrar los bienes de los residentes del condado que fallecieron sin testamento. Primero fue designado y luego elegido Receptor de Impuestos de Hempstead, Nueva York. Dejó este cargo para convertirse en supervisor municipal en Hempstead y en 1977 fue elegido supervisor presidente. También fue vicepresidente de la Junta de Supervisores del condado de Nassau de 1977 a 1980.

## Senado de los Estados Unidos
Aunque era un candidato relativamente oscuro, D'Amato derrotó al actual senador Jacob Javits por un 56% a un 44% en las elecciones primarias republicanas de 1980 tras el diagnóstico de esclerosis lateral amiotrófica de Javits en 1979. Sin embargo, Javits buscó el escaño en la lista del Partido Liberal, dividiendo el voto de izquierda en Nueva York, normalmente liberal, con la congresista demócrata Elizabeth Holtzman y lo que llevó a la victoria de D'Amato con una pluralidad del 45%. D'Amato fue reelegido en 1986 y 1992, pero perdió en 1998 ante el congresista demócrata Chuck Schumer, futuro líder de la mayoría del Senado.
D'Amato se ganó el apodo de "Senador Pothole" por su prestación de "servicios a los electores", ayudando a los ciudadanos con sus casos individuales. Mientras que algunos neoyorquinos interpretaron el apodo como peyorativo, otros lo vieron como una afirmación positiva de su atención por hacer las cosas.
D'Amato tiene el récord del segundo y octavo filibustero más largo jamás registrado en el Senado de los Estados Unidos. Es recordado por sus filibusteros únicos y bastante cómicos. En 1986, en una obstruccionismo contra un proyecto de ley militar que duró 23 horas y media, leyó la guía telefónica del Distrito de Columbia. En 1992, D'Amato obstruyó un proyecto de ley que habría provocado la pérdida de 750 puestos de trabajo en el norte del estado de Nueva York cantando "South of the Border (Down Mexico Way)".
D'Amato es recordado por presentar un cartel de un "Taxasaurus Rex", al que luego apuñaló con un lápiz de gran tamaño.
D'Amato votó a favor del proyecto de ley que establece el Día de Martin Luther King Jr. como feriado federal y la Ley de Restauración de los Derechos Civiles de 1987. D'Amato votó a favor de las nominaciones de Robert Bork y Clarence Thomas a la Corte Suprema de los Estados Unidos.
D'Amato fue miembro de la Comisión Presidencial sobre Seguridad de la Aviación y Terrorismo (PCAST), que se creó en septiembre de 1989 para revisar e informar sobre la política de seguridad de la aviación a la luz del bombardeo del vuelo 103 de Pan Am.
D'Amato fue presidente del Comité Senatorial de Banca, Vivienda y Asuntos Urbanos y fue miembro del Comité Senatorial de Finanzas. Como miembro del primero, se convirtió en uno de los principales críticos de la administración Clinton en relación con el escándalo Whitewater, y durante 1995 y 1996 presidió el Comité Especial Whitewater del Senado, que contó con numerosas audiencias. Como miembro del segundo, facilitó la demanda por el Holocausto. supervivientes que intentaban recuperar los fondos de sus familiares en cuentas en bancos suizos.
D'Amato fue influyente en la política republicana de Nueva York y fue considerado el "jefe" del partido estatal durante sus años en el Senado. Por ejemplo, desempeñó un papel destacado en el reclutamiento de George Pataki y en asegurarle la nominación republicana en la carrera para gobernador de 1994.
D'Amato era conocido por ser bastante conservador, un reflejo del entonces fuertemente conservador condado de Nassau y Long Island. Apoyó firmemente las posiciones conservadoras de su partido en cuestiones de "ley y orden", como la pena capital y duras penas por delitos relacionados con las drogas. En algunas cuestiones, estuvo de acuerdo con la oposición: en 1993, D'Amato fue uno de los tres únicos republicanos que votaron a favor de permitir que los homosexuales sirvieran abiertamente en el ejército estadounidense. Si bien D'Amato votó a favor de la Ley de Defensa del Matrimonio en 1996, estuvo entre la minoría de republicanos que votó a favor de la Ley de No Discriminación en el Empleo ese año. En 1998, el grupo de defensa LGBTQ Human Rights Campaign respaldó a D' Amato por la reelección frente al congresista demócrata socialmente liberal Chuck Schumer.
En cuestiones laborales, D'Amato frecuentemente se puso del lado de los demócratas.
La pérdida de D'Amato del 54% al 44% en 1998 se atribuyó a la falta de apoyo entre los votantes moderados en la ciudad de Nueva York, sede del distrito del Congreso estadounidense de su oponente Schumer. Su pérdida también se atribuyó en parte a los informes que surgieron del uso que hizo D'Amato del término "putzhead" (una vulgaridad yiddish) para referirse a Schumer.

## Carrera posterior

### Columnista y analista
Poco antes de dejar el cargo, D'Amato publicó su libro de recuerdos, Power, Pasta and Politics. Después de retirarse de la política en 1999, se convirtió en columnista habitual de la revista George hasta que dejó de publicarse en 2001. También surgió como analista de Fox News. Se produjo un incidente notable en el aire cuando D'Amato se ofendió por los comentarios del estratega republicano Jack Burkman. Dijo que estaba de acuerdo con la sugerencia de Burkman de que se debería privatizar el Servicio Postal; D'Amato lo criticó por sus caracterizaciones de los trabajadores postales, que según D'Amato eran ofensivamente racistas.

### Poker Players Alliance
En 2007, D'Amato era presidente de Poker Players Alliance, una organización sin fines de lucro creada para ayudar a proteger y luchar por los derechos de los jugadores de póquer en los Estados Unidos.

### Políticas presidenciales

#### 2008
El 12 de junio de 2007, el exsenador de Nueva York durante tres mandatos respaldó a su excolega del Senado de Tennessee Fred Thompson para la nominación republicana a la presidencia en 2008. Al explicar su respaldo a Thompson, el exsenador D'Amato llamó a Thompson "un "verdadero conservador", no un candidato que adoptó posiciones conservadoras en preparación para una elección. D'Amato añadió: "Fred Thompson es el tipo de candidato que nuestro partido puede respaldar y apoyar incondicionalmente". El 22 de enero de 2008, después de las malas actuaciones de Thompson, D'Amato expresó su apoyo a John McCain para las elecciones presidenciales de 2008, diciendo: "Si quieres ganar en noviembre, John McCain es el hombre".

#### 2012
El 14 de marzo de 2012, D'Amato respaldó a Mitt Romney para la presidencia. Él y Peter Kalikow aparecieron con Romney en eventos para recaudar fondos en Nueva York antes de las elecciones.

#### 2016
El 26 de agosto de 2015, D'Amato respaldó al gobernador de Ohio, John Kasich, para presidente de los Estados Unidos, frente a Jeb Bush y el exgobernador de Nueva York, George Pataki. Si bien afirmó que el Partido Republicano necesitaba dejar atrás a la familia Bush, reconoció a Pataki como un "tipo maravilloso", pero citó la experiencia de Kasich en el equilibrio del presupuesto como congresista en la década de 1990 y en Ohio. Tras la victoria de Donald Trump en las elecciones generales de 2016, D'Amato declaró: "Estoy de muy buen humor. Me siento muy bien por la gente de nuestro país". Instó a Trump a nombrar a Rudy Giuliani como Fiscal General, afirmando: "Creo que un gran nombramiento y alguien que seguirá la ley y no la doblegará como mejor le parezca como fiscal general es Rudy Giuliani..."

## Vida personal
D'Amato se casó con Patricia Collenburg en 1960. La pareja tuvo cuatro hijos antes de divorciarse en 1995.
D'Amato salió con Claudia Cohen en la década de 1990.
D'Amato se casó con Katuria Smith en 2004. La pareja tuvo un hijo, Alfonso Marcello D'Amato, nacido en 2008, y una hija, Luciana Cioffari D'Amato, nacida en 2009. Katuria D'Amato solicitó el divorcio el 3 de octubre de 2017. Al D'Amato obtuvo la custodia de emergencia de los hijos de la pareja, alegando que Katuria D'Amato padecía una enfermedad mental tras un episodio en el que fue detenida por las autoridades. En 2018, Katuria D'Amato publicó un vídeo de Al D'Amato gritándole obscenidades mientras estaba hospitalizada. En medio de la batalla por la custodia de la pareja, Katuria D'Amato presentó una demanda de 100 millones de dólares contra Al D'Amato por presunto crimen organizado.
El 20 de noviembre de 2020, D'Amato fue hospitalizado con COVID-19. Cinco días después, le dieron el alta del hospital.